# Stanislav Grof
Stanislav Grof (* 1. července 1931 v Praze) je americký psychiatr českého původu, jeden ze zakladatelů transpersonální psychologie.
Kromě teoretického nástinu tohoto hnutí zkoumal také využití změněných stavů vědomí pro léčení. Vyvinul metodu holotropního dýchání, napsal několik knih s poznatky z aplikace této metody a na téma psychospirituální krize. Jeho práce mu přinesla několik ocenění, např. cenu VIZE 97 manželů Dagmar a Václava Havlových. Na druhou stranu ho jeho kritikové obviňují z podporování nevědecké psychologie a je nositelem dvou Bludných balvanů.

## Život
Pochází z České Třebové, jeho matka pocházela z katolické rodiny, rodina jeho otce byla bez náboženského vyznání. Dohodli se, že malého Stanislava i jeho bratra budou vést k náboženství a nechají je rozhodnout se v pozdějším věku, „aby si našli svoji vlastní cestu“. Na vysokou školu se dostal na přelomu 40. a 50. let 20. stol. Původně se chtěl stát psychoanalytikem – uchvátil ho Freudův Úvod do psychoanalýzy. Pracoval ve Výzkumném ústavu psychiatrickém v Praze Bohnicích pod doc. Jiřím Roubíčkem, jenž v průběhu 50. let dostal v rámci výzkumu zásilku LSD, které následně Grof osobně vyzkoušel. Grof byl jedním z desítek lékařů, kteří s diethylamidem kyseliny lysergové v socialistickém Československu legálně experimentovali. Pocity a stavy vědomí spjaté s použitím této drogy na něj udělaly zásadní dojem.
Jednoho dne přišla velká krabice plná ampulí. V přiloženém dopise bylo napsáno, o jakou látku jde, a prosba, jestli bychom ji nevyzkoušeli a nepodali Sandozu nějaké hlášení. Původní dojem byl, že LSD je schopno na pár hodin navodit psychózu, což by mohl být užitečný zážitek pro psychiatry. (…) Když jsem pozoroval, že na každého účinkuje jinak, došlo mi, že nenavozuje psychózu, nýbrž je nespecifickým katalyzátorem. Neboli – zážitky a vize neprodukuje, nýbrž vytahuje z hlubokého podvědomí. Od té chvíle jsem začal vidět LSD jako nástroj, který může pro psychiatrii znamenat to samé jako mikroskop v biologii nebo teleskop v astronomii.
 Stanislav Grof
Grof poté začal studovat použití psychotropních látek v jiných kulturách a náboženstvích včetně mysticismu a různých koncepcí spirituality jako protipól západní medicíny, která se podle jeho slov tyto zážitky snaží patologizovat. V roce 1967 dostal stipendium do Spojených států amerických – v Maryland Psychiatric Research Centre v Baltimore. Zde se účastnil několika výzkumných projektů (např. se skupinami chronických alkoholiků, vězňů-toxikomanů, pacientů umírajících na rakovinu). Po srpnu '68 se rozhodl v USA zůstat, v marylandském výzkumném ústavu povýšil na vedoucího výzkumu. V té době dostal nabídku na napsání knihy o psychedelických látkách, kterou přijal. Na přelomu 60. a 70. let se přestěhoval do Saline v Kalifornii, kde poznal svoji budoucí manželku Christinu a později spolu vyvinuli holotropní dýchání. Po sametové revoluci v roce 1989 se několikrát vrátil do Československa. Od 90. let se opět začal věnovat psaní, jeho knihy na pomezí medicíny, psychologie, mystiky, kulturologie a filosofie byly přeloženy do několika jazyků.
Jeho žena Christina Grofová zemřela v červnu 2014. Od dubna 2016 je ženatý s Brigitte Grofovou. Žijí spolu v Německu a Kalifornii, pořádají semináře a workshopy o holotropním dýchání po celém světě.

## Grofovy názory na povahu vědomí a hmoty
O vztahu vědomí a hmoty vyjadřoval Grof svůj názor, že vědomí není průvodním jevem hmoty, ale prvotní vlastností bytí.
Pozorování a výzkumy vědomí rozptylují současný mýtus materialistické vědy, že vědomí je průvodní projev (epifenomen) hmoty, tedy produkt neurofyziologických procesů v mozku. Ukazují, že vědomí je prvotní podstatnou vlastností bytí a že je schopno mnoha různých činností, jichž lidský mozek není schopen. Podle všech nových poznatků je lidské vědomí součástí i účastníkem v rozsáhlém univerzálním poli kosmického vědomí, jež prostupuje veškerou existencí. 
 GROF, Stanislav. Psychologie budoucnosti. Praha: Perla, 2004, s. 7.
Jako důkaz pro tento svůj názor označil některé informace získané při studiu holotropních stavů vědomí.
 … studium holotropních stavů vědomí přináší pádné důkazy o tom, že transpersonální zážitky není možno zavrhovat jako irelevantní psychotické projevy. Skutečnost, že umožňují přístup k novým a přesným informacím o různých aspektech bytí, je nepochybným důkazem o tom, že se jedná o fenomény sui generis, které otřásají samotnými základy materialistické vědy. Odhalují, že vesmír je v podstatě sjednocenou sítí událostí probíhajících ve vědomí, je prostoupen vyšší inteligencí a odráží existenci vyššího řádu. Tyto zážitky kromě jiného poskytují empirický důkaz, že individuální lidská psyché nemá žádné hranice a je v podstatě souměřitelná s veškerým bytím, čímž potvrzuje základní tezi mnohých ezoterických systémů včetně astrologie – že v mikrokosmu se zrcadlí makrokosmos. 
 GROF, Stanislav. Psychologie budoucnosti. Praha: Perla, 2004, s. 268–269.
Zdůrazňoval ty případy, kdy se dle jeho tvrzení podařilo pozorovaným lidem, uvedeným do změněného stavu vědomí, zjistit prostřednictvím těchto stavů informace, které dle Grofa nemohli tito lidé získat jinou cestou a které pak bylo zpětně možné objektivně ověřit.
 Nabízí se celá řada závažných důvodů, abychom mohli předpokládat, že zážitky z minulých životů představují fenomén sui generis, který má značný význam pro současnou psychologii a psychoterapii pro své poznávací a léčebné možnosti. Prožívající je mohou pociťovat jako naprosto reálné a věrohodné, často získávají přístup k přesným datům a informacím z různých historických období, kultur, nebo dokonce i z konkrétních dějinných událostí. Tyto informace svou povahou a kvalitou často překonávají úroveň vzdělání dotyčného jedince a obsahují velmi specifické detaily svědčící, že zcela jednoznačně nemohou být získány běžnými cestami. V některých případech bylo možné tyto vzpomínky objektivně ověřit, a to až do úžasné hloubky podrobností.
 GROF, Stanislav. Psychologie budoucnosti. Praha: Perla, 2004, s. 233–234.
Grof ve svých knihách uvádí i některé konkrétní příklady, takto podle jeho názoru objektivně ověřených informací získaných cestou změněných stavů vědomí.
 Na jednom ze svých sezení s podáním LSD měl Richard velmi neobvyklý zážitek podivného a astrálního světa, zahaleného do strašidelné světélkující záře, plného zemřelých bytostí, které se velmi naléhavě dožadovaly komunikace s ním. Neviděl je ani neslyšel, a přesto téměř fyzicky cítil jejich přítomnost a dostával od nich telepatické zprávy. Zapsal jsem si jednu z nich, byla velmi konkrétní a posléze ji bylo možné i ověřit. Jednalo se o žádost, aby se Richard spojil s jedním manželským párem z moravského města Kroměříž, a dal jim vědět, že jejich synovi Ladislavovi se daří velmi dobře a že je o něj postaráno. Zpráva obsahovala jméno manželů a jejich telefonní číslo. Žádný z těchto údajů před tím nebyl znám ani mně, ani mému pacientovi. Tento zážitek byl velmi záhadný, přičemž neměl žádnou souvislost s Richardovým životem ani nijak nesouvisel s jeho poruchou či léčebným procesem. Po určitém váhání a se smíšenými pocity jsem se konečně odhodlal provést něco, co by ze mě určitě udělalo cíl vtipů mých kolegů, kdyby se o tom dozvěděli. Šel jsem k telefonu, vytočil kroměřížské číslo a zeptal se, zda mohu mluvit s Ladislavem. K mému údivu žena na druhém konci drátu začala plakat. Když se uklidnila, sdělila mi přerývaným hlasem: Náš syn už není mezi námi. Před třemi nedělemi zemřel. 
 GROF, Stanislav. Psychologie budoucnosti. Praha: Perla, 2004, s. 239.

## Grofův nástin nové mapy lidské psýché
Na základě informací získaných při studiu změněných stavů vědomí Grof navrhl rozšíření mapy lidské psýché o oblast perinatální a transpersonální.
 Tradiční akademická psychiatrie a psychologie pracuje s modelem psychiky, která se omezuje výhradně na rámec biologie, postnatální biologie a freudovského nevědomí. Vezmeme-li do úvahy veškeré jevy odehrávající se během holotropních stavů, musíme podstatně rozšířit chápání rozměrů lidské psýché. Nová mapa psýché, kterou v této knize nastiňuji, zahrnuje další dvě oblasti: perinatální (vztahující se především k porodnímu traumatu) a transpersonální (obsahující rasové, kolektivní a fylogenetické vzpomínky na vývoj živočišných druhů, karmické zážitky neboli vzpomínky z minulých životů, archetypální dynamiku i vzpomínky předků. 
 GROF, Stanislav. Psychologie budoucnosti. Praha: Perla, 2004, s. 7–8.